# Dorothea Tieck
Dorothea Tieck (Berlim, março de 1799 — Dresden, 21 de fevereiro de 1841) foi uma tradutora alemã, conhecida por suas traduções de William Shakespeare. Dorothea era filha de Ludwig Tieck e ajudou seu pai e seu círculo literário do romantismo, incluindo August Wilhelm Schlegel e Wolf Heinrich Graf von Baudissin.
Tieck completou as traduções de William Shakespeare que foram iniciadas por seu pai, Schlegel e Baudissin, além de trabalhar em Miguel de Cervantes e outros escritores espanhóis.